# Jasper März
Jasper März (* 16. April 1986 in Emden), bekannt als Jasper, ist ein deutscher Musiker und Sänger.

## Karriere
März schrieb ab 2002 eigene Lieder und stellt seit 2007 seine Lieder in YouTube ein. Im April 2008 lud er sein Stück Der HDL Song hoch, das Abkürzungen des Netzjargons persifliert.
Später nahm Sony Music Entertainment März unter Vertrag. Sein Debüt-Album Neidlos, produziert von Nick Oosterhuis, das am 15. Mai 2009 erschien und Platz 80 der Album-Charts erreichte, umfasst 13 Titel. Von neun dieser Titel hatte er bereits Videos auf seinem YouTube-Kanal hochgeladen, vier waren neu.
Am 19. März 2010 erschien sein zweites Album Ohrenpost, produziert von Nick Oosterhuis. Es umfasst 13 Titel, darunter einen Song, den es auf seinem Kanal schon zu hören gab, und eine Live-Version.
Anfang Februar 2020 veröffentlichte März aus Anlass der Debatte über die Bonpflicht das Lied Der Bonpflichtsong auf YouTube.

## Diskografie
Alben
- Neidlos (2009)
- Ohrenpost (2010)